# Martin (Georgia)
Martin – miasto w Stanach Zjednoczonych, w stanie Georgia, w hrabstwie Stephens.